# Thomas Mifflin (politik)
Thomas Mifflin (10. ledna 1744 Pensylvánie – 20. ledna 1800 Pensylvánie) byl americký obchodník, voják a politik z Filadelfie v Pensylvánii. Během americké revoluce a po ní působil v různých funkcích. Byl také jedním z otců zakladatelů Spojených států amerických. Byl prvním guvernérem Pensylvánie, od roku 1790 do roku 1799.

## Životopis
Thomas Mifflin se narodil 10. ledna 1744 ve Filadelfii v provincii Pensylvánie. Byl synem Johna Mifflina a Elizabeth Bagnall. Jeho pradědeček John Mifflin Jr. (1661–1714) se narodil ve Warminsteru ve Wiltshire v Anglii a usadil se v provincii Pensylvánie.
V roce 1760 Thomas Mifflin absolvoval vysokou školu ve Filadelfii (nyní univerzita Pensylvánie). Po ukončení studií se stal obchodníkem a v roce 1765 založil obchodní partnerství se svým bratrem Georgem Mifflinem. Dne 4. března 1767 se oženil se Sarah Morrisovou. Neměli žádné děti.

Neoficiální erb rodiny Johna Mifflina

Thomas Mifflin pracoval v Pennsylvania Provincial Assembly (provinční shromáždění v Pensylvánii) a byl delegátem na kontinentálním kongresu. Poté se přidal ke kontinentální armádě. Během americké revoluční války byl aides-de-camp generála George Washingtona. Měl na starost zásobování vojáků kontinentální armády, a dostal hodnost generálmajora. Do Kongresu se vrátil v roce 1782 a byl zvolen prezidentem Kontinentálního kongresu pro rok 1783. V letech 1785 až 1787 působil jako mluvčí Pennsylvania House of Representatives (Pensylvánská sněmovna reprezentantů). Od roku 1788 do 1790 byl předsedou Pennsylvania Supreme Executive Council (Nejvyšší výkonné rady) v Pensylvánii.
v roce 1787 byl Mifflin delegátem na zasedání Philadelphia Convention (Filadelfský ústavní konvent) a podepsal ústavu Spojených států. Byl předsedou výboru, který sepsal ústavu Pensylvánie a stal prvním jejím guvernérem po ratifikaci této ústavy. Mifflin opustil úřad guvernéra v roce 1799 a umřel následující rok.

### Americká revoluce

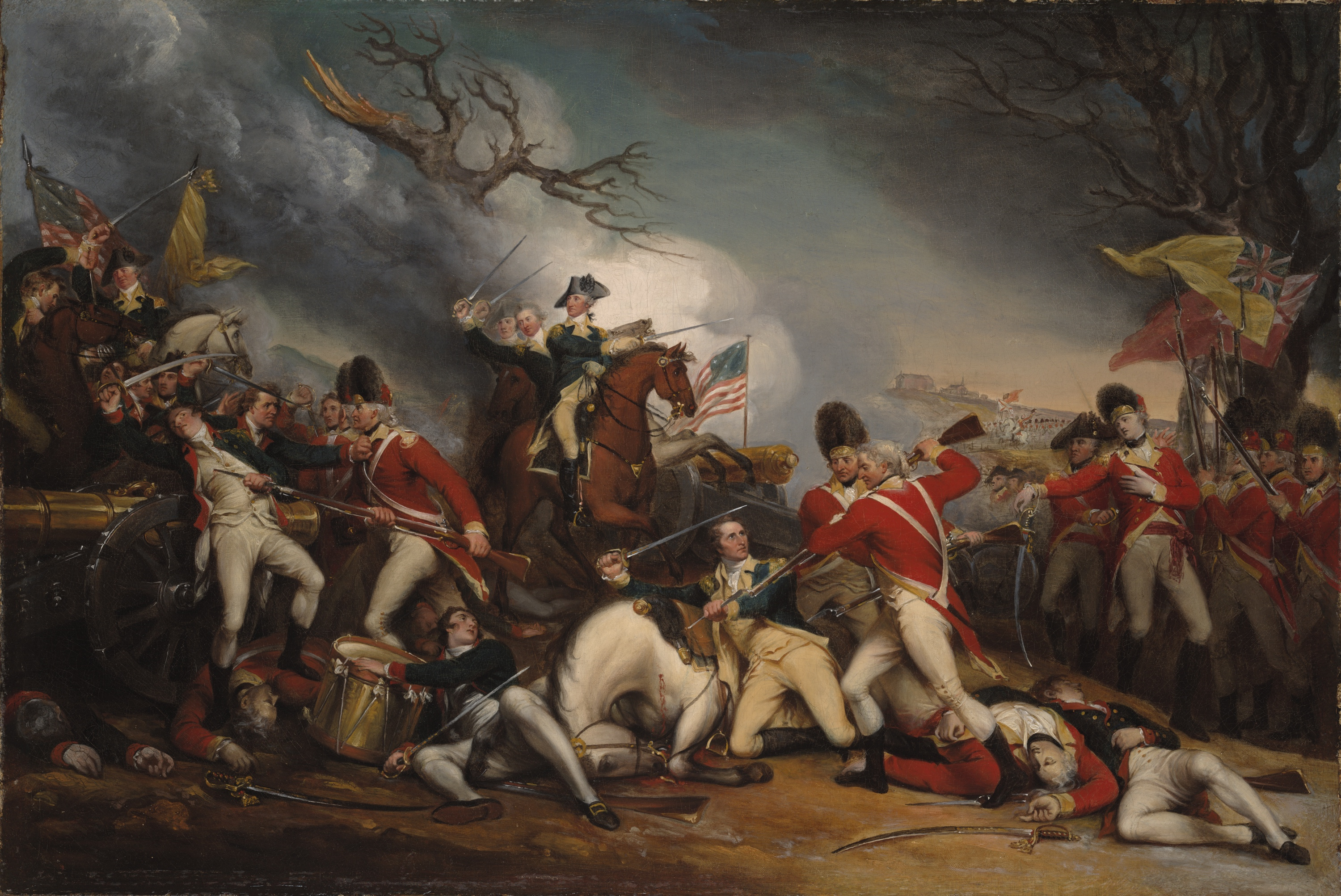
Smrt generála Mercera v bitvě u Princetonu, 3. ledna 1777, malba John Trumbull. (Mifflin zcela vlevo, nesoucí prapor kavalerie)

Brzy po válce opustil Mifflin kontinentální kongres, aby sloužil v kontinentální armádě. Byl pověřen velením, poté se stal aides-de-camp George Washingtona.
Dne 14. srpna 1775 ho generál Washington jmenoval na příkaz Kongresu do funkce hlavního armádního zásobovače s hodností generála. Mifflin svou práci vykonával dobře, přestože by raději byl býval na frontě. Přesto se objevila stížnost týkající se nedostatečného zásobování Washingtonovy armády ve Valley Forge. Bylo mu vytýkáno, že místo aby vytvářel a skladoval zásoby určené pro Valley Forge, rozprodával je tomu, kdo mu nabídl nejvíce peněz. Údajně poté, co jej Washington v této záležitosti oslovil, požádal Mifflin o zproštění z funkce, ale byl Kongresem přesvědčen, aby pokračoval v plnění svých povinností, protože Kongres za něj neměl náhradu.
Mifflinovo vedení v bitvě o Trenton a bitvě u Princetonu vedlo k jeho povýšení na hodnost generálmajora.
V Kongresu probíhala debata o tom, zda je efektivnější národní armáda, než armáda udržovaná jednotlivými státy. V důsledku této debaty byl vytvořen Congressional Board of War (Kongresový válečný výbor), ve kterém Mifflin sloužil od roku 1777 do roku 1778. Poté se znovu připojil k armádě, ale převzal jen malou zodpovědnost. Následovala kritika jeho služby jako generálmajora. Byl obviněn ze zpronevěry a přivítal vyšetřování této kauzy; k tomu však nikdy nedošlo. Poté Mifflin na svou hodnost rezignoval – do té doby byl stále generálmajorem – ale Kongres se s ním i nadále radil, i poté, co přijal jeho rezignaci.

### Politická kariéra

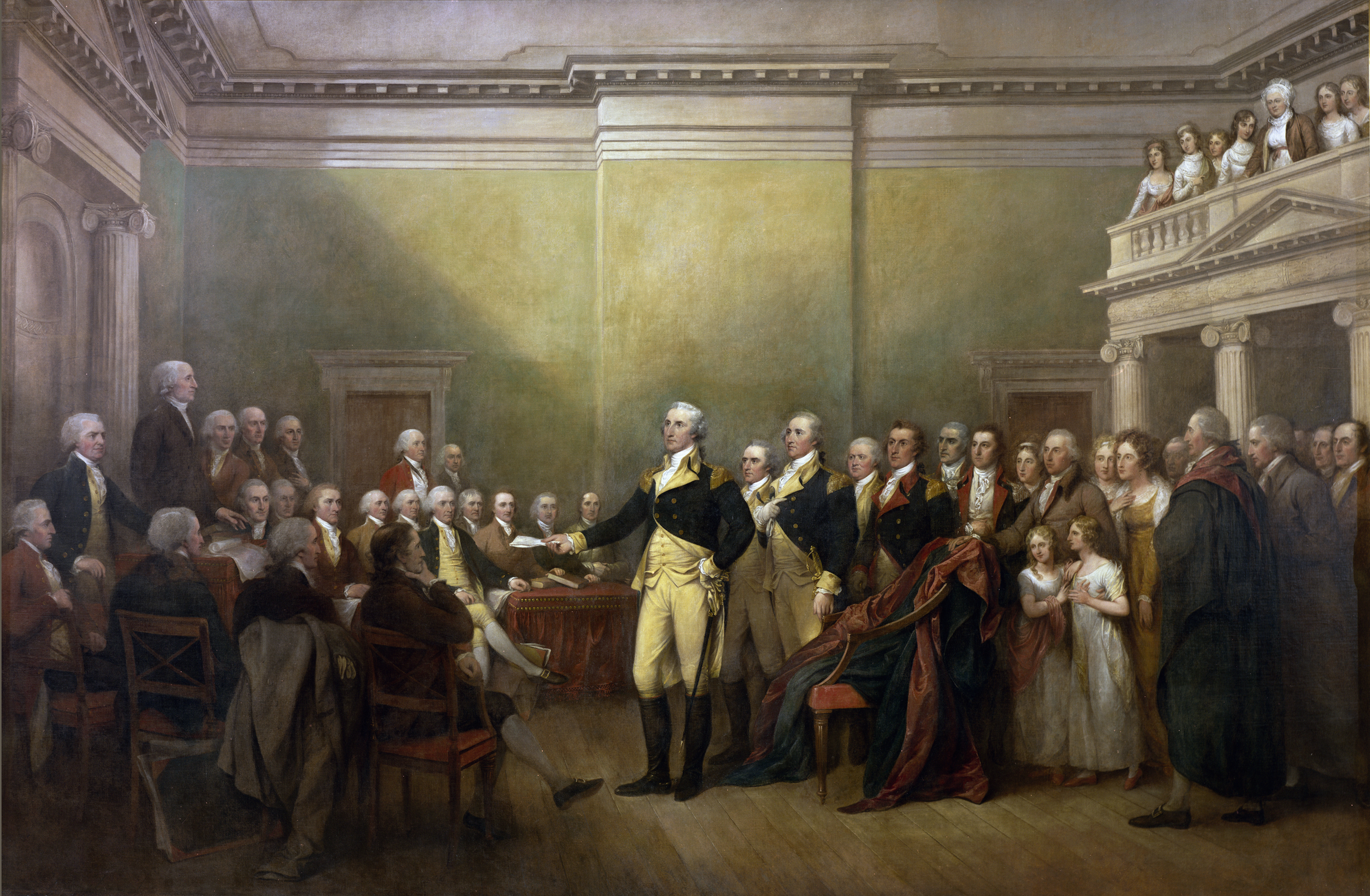
General George Washington podává Kongresu svou rezignaci, autor John Trumbull (Mifflin stojí vlevo)

Před přijetím Deklarace nezávislosti byl Thomas Mifflin členem Pensylvánského provinčního shromáždění (1772–1776). Na Konfederačním kongresu (1774–1775 a 1782–1784) působil dvě funkční období, včetně sedmi měsíců (listopad 1783 – červen 1784) jako jeho prezident.
Mifflinova nejdůležitější povinností jako prezidenta Konfederačního kongresu bylo přijetí rezignace generála George Washingtona 23. prosince 1783. Po válce se význam Kongresu tak prudce snížil, že pro Mifflina bylo obtížné přesvědčit státy, aby vyslaly dostatek delegátů do Kongresu aby bylo možno ratifikovat Pařížskou smlouvu. Ratifikace se nakonec konala 14. ledna 1784 ve státě Maryland v State House v Annapolisu. Dne 7. května 1784 také jmenoval ministra Thomase Jeffersona jako amerického vyslance ve Francii a jako velitele 1. amerického pluku jmenoval svého bývalého asistenta, plukovníka Josiaha Harmara.
V roce 1787 se Mifflin zúčastnil jako delegát United States Constitutional Convention. Byl signatářem Continental Association a podepsal ústavu Spojených států. V letech 1785 až 1788 byl členem Pennsylvania General Assembly (valné shromáždění). Byl také členem Supreme Executive Council of the Commonwealth of Pennsylvania (Nejvyšší výkonné rady Pensylvánského společenství ) a 5. listopadu 1788 byl zvolen předsedou tohoto orgánu a nahradil tak Benjamina Franklina. Dne 11. listopadu 1789 byl v této funkci jednomyslně potvrzen. Předsedal výboru, který sepsal pensylvánskou ústavu z roku 1790. Tento dokument odstranil Výkonnou radu a nahradil jej osobou guvernéra.
Dne 21. prosince 1790, Mifflin se stal posledním prezidentem Pensylvánie a zároveň se stal jejím prvním guvernérem. Tento úřad zastával až do 17. prosince 1799. V této funkci jej vystřídal Thomas McKean. Poté se vrátil do státního zákonodárného sboru, kde pracoval až do své smrti.

## Osobní život
Ačkoli Mifflinova rodina byla kvakerská po čtyři generace, on sám byl vyloučen z Náboženské společnosti přátel (Religious Society of Friends), když se připojil ke kontinentální armádě, protože jeho zapojení do armády bylo v rozporu s pacifistickou doktrínou víry.
Mifflin se stal členem American Philosophical Society v roce 1768 a dva roky pracoval jako tajemník společnosti.
Od roku 1773 do roku 1791 byl správcem vysoké školy a akademie Philadelphie (nyní univerzita Pensylvánie), včetně dvou roků let kdy pracoval jako pokladník (1773–1775).

### Odkaz a smrt
Mifflin zemřel v Lancasteru v Pensylvánii 23. ledna 1800. Je pohřben v Lutheran Church of Holy Trinity v Lancasteru.
Historická společnost Commonwealth of Pennsylvania umístila na kostel Nejsvětější Trojice v roce 1975 nápis připomínající Thomase Whartona a Thomase Mifflina, prvního a posledního prezidenta Pensylvánie v době platnsti pensylvánské ústavy z roku 1776. Zní:
Holy Trinity Lutheran Church, založena v roce 1730. V původní budově kostela se v roce 1762 konalo zasedání pro Indian treaty (smlouva). Současná budova byla zasvěcena roku 1766. Jsou zde pohřbeny ostatky Thomase Whartona (1778) a Thomase Mifflina (1800).

#### Místa, nesoucí jeho jméno
- Fort Mifflin, Philadelphia County, Pensylvánie
- Mifflin, Pensylvánie
- Mifflin County, Pensylvánie
- Mifflin Cross Roads, Pensylvánie
- Mifflin Township, Pensylvánie
- Mifflinburg, Pensylvánie
- Mifflintown, Pensylvánie
- Mifflinville, Pensylvánie
- Upper Mifflin Township, Pensylvánie
- West Mifflin, Pensylvánie[16]

#### Školy a vládní budovy
- Governor Mifflin School District
- Mifflin Hall na Pennsylvania State University[17]
- Mifflin Hall (budova U.S. Army Quartermaster Center and School, Fort Lee, Virginie[18]
- Thomas Mifflin School, School District, Filadelfie

### Poznámka
1. ↑  Washingtonovi asistenti aides-de-camp během americké revoluční války byli důstojníci kontinentální armády jmenovaní, aby sloužili na štábu generála George Washingtona, s hodností podplukovníka. Washington měl v každém okamžiku malý počet těchto mužů, kteří byli poměrně často střídáni. Celkem bylo na tyto pozice jmenováno 32 mužů mezi 4. červencem 1775 a 23. prosincem 1783. Další lidé pracovali jako dobrovolníci a v případě potřeby pomáhali s kancelářskými povinnostmi.V tomto článku byl použit překlad textu z článku Washington's aides-de-camp na anglické Wikipedii.